# Francesc d'Assís Ubach i Vinyeta
Francesc d'Assís Ubach i Vinyeta   (Tiana, 1843 - Barcelona, 17 de gener de 1913) fou un poeta i dramaturg català, característic de la Renaixença.

## Biografia
Fill del mestre d'obres Francesc Ubach i Corbella i Alberta Vinyeta i Ramos (†1880), es dedicà al comerç. Amb els seus amics Josep Roca i Roca, Francesc Pelagi Briz, Antoni Aulèstia Pijoan i Àngel Guimerà creà el 1870 la Jove Catalunya, de la que en fou president. El 1871 fundà altres entitats, com l'Eixam Ortogràfic (1871) i La Misteriosa (1872). Del 1888 al 1891 també fou president de l'Associació Catalana d'Excursions Científiques (precursora del Centre Excursionista de Catalunya).
Participà força assíduament als Jocs Florals de Barcelona, en els quals fou nomenat Mestre en Gai Saber el 1874, i hi actuà com a mantenidor el 1878 i el 1906, i president el 1905. El 1876 també fou majoral del felibritge d'Avinyó i membre de l'Acadèmia el 1878. Publicà poesies líriques, romanços històrics, i teatre. El 1888 va ingressar a l'Acadèmia de Bones Lletres de Barcelona amb el discurs Sistemático desvío de los historiadores castellanos respecto a los hombres y a las cosas de las tierras catalanas, representatiu del catalanisme romàntic de finals del segle xix.

## Obres[6]

### Poesia
- Celísties, aubades i serenes (1866)
- Primerenques - Poesies líriques (1873)
- Expansions - Poesies líriques (1879)
- Vidre volador (1887)

### Teatre
- 1867, 26 de gener. Honra, pàtria i amor. Drama en tres actes i en vers. Estrenat al teatre Principal de Barcelona.
- 1868, 2 de desembre. Els hereus. Drama de costums catalans en tres actes i en vers. Estrenat al Gran teatre del Liceu de Barcelona.
- 1870. Margarida de Prades. Drama històric en quatre actes i en vers. Estrenat al Gran teatre del Liceu de Barcelona.
- 1873, 16 de juliol. Rialles i ploralles. Comèdia de costums en tres actes i en vers. Estrenada al teatre Novetats de Barcelona.
- 1878, 3 de març. La mà freda. Comèdia tràgica en tres actes i en vers. Estrenada al teatre Romea de Barcelona.
- 1879, 28 d'abril. La cua del xueta. Comèdia en dos actes i en vers. Estrenada al teatre Romea de Barcelona.
- 1880, 12 de gener. Joan Blancas. Tragèdia en quatre actes i en vers, basada en la llegenda de Joan Blanca. Estrenada al teatre Romea de Barcelona.
- 1882, 21 de març. Almodis. Tragèdia en tres actes i en vers. Estrenada al teatre Romea de Barcelona.
- 1883, 10 d'abril. El pes de la culpa. Drama en quatre actes i en vers. Estrenada al teatre Romea de Barcelona.
- 1886, 19 d'octubre. Mala herba. Drama en quatre actes i en prosa. Estrenat per l'Associació d'Autors Catalans al teatre Catalunya de Barcelona.
- 1891, 8 de gener. L'última pena. Drama en tres actes i en vers. Estrena al teatre Novetats de Barcelona.

### Assaig
- Teatre Català. Apuntacions històrico-crítiques. (1876)
- Romancer Català. Històric, tradicional i de costums (tres volums, 1877, 1894 i 1914)